# El caset pirata
El caset pirata es un álbum en directo de Los Prisioneros publicado en 2000, bajo la producción de Jorge González. El álbum logró obtener certificación de disco de platino por superar las 20.000 copias vendidas.
El álbum consta de los grandes éxitos de la banda interpretados durante los años de Pateando piedras (1986) y Corazones (1990), es decir, durante la época de su mayor éxito en Chile y Latinoamérica. Las canciones «La voz de los '80», «¿Quien mató a Marilyn?» y «¿Por qué los ricos?» fueron extraídas del exitoso recital que celebró la banda en el Estadio Chile el 1 de noviembre de 1986, con motivo del lanzamiento de Pateando piedras. «Sexo» y «Mentalidad televisiva» fueron registradas en una presentación en Temuco, en el Gimnasio del Colegio de La Salle, durante una gira al sur de Chile en 1987. «Estrechez de corazón», «Tren al sur» y «El baile de los que sobran» pertenecen a la presentación en el Festival Viña del Mar de 1991.
Una versión de casi 9 minutos de «No necesitamos banderas», grabada en 1992 durante la gira de despedida de la banda, fue lanzada como sencillo promocional (recortada a 5 minutos para su radiodifusión). Por su lado, «We are sudamerican rockers» y «Corazones rojos» fueron registradas de las giras de despedida en 1991 en el Court Central del Estadio Nacional.

## Lista de canciones
Todas las canciones son escritas y compuestas por Jorge González, excepto donde se indica:
1. «La voz de los '80»
2. «Corazones rojos»
3. «No necesitamos banderas»
4. «We are sudamerican rockers»
5. «¿Quién mató a Marilyn?» (Miguel Tapia/Jorge González)
6. «¿Por qué los ricos?»
7. «Estrechez de corazón»
8. «Tren al sur»
9. «Mentalidad televisiva»
10. «El baile de los que sobran»
11. «Sexo»